# Sommedieue
Sommedieue település Franciaországban, Meuse megyében. Lakosainak száma 959 fő (2022. január 1.). Sommedieue Belrupt-en-Verdunois, Châtillon-sous-les-Côtes, Dieue-sur-Meuse, Génicourt-sur-Meuse, Haudainville, Haudiomont és Rupt-en-Woëvre községekkel határos.

## Népesség
A település népessége az elmúlt években az alábbi módon változott:
| Lakosok száma | 983  | 949  | 968  | 944  | 953  | 953  | 977  | 989  | 988  | 959  |
|               | 1968 | 1982 | 1990 | 2006 | 2013 | 2015 | 2017 | 2019 | 2020 | 2022 |